# Cwali
Cwali is een Nederlands bedrijf van gezelschapsspellen. Het werd opgericht door spellenmaker Corné van Moorsel.

## Spellen[2]
- Subulata
- Factory Fun
- Streetsoccer
- ZooSim
- Logistico
- Typo
- SeaSim
- Ahoy
- Aloha
- Gipsy King
- Powerboats
- BasketBoss
- Tricky Trek
- Tricky Safari
- Summy
- Sun, Sea & Sand
- Meltdown2020
- Champions2020
- Mondriaan2020
- Ab in die Tonne
- Tricky Wildlife
- Tweeeet
- Mayday!Mayday!
- Leelawadee
- Typo 2D

## Erkentelijkheid[3]
- 2000 - genomineerd International Gamers Awards (voorheen Gamer's Choice Awards) met het spel Morisi
- 2001 - Nederlandse Spellenprijs met het spel Morisi
- 2002 - Best Abstract Strategy Game voor het spel Morisi
- 2002 - nominatie Nederlandse Spellenprijs met het spel Streetsoccer
- 2003 - nominatie International Gamers Award met het spel Streetsoccer
- 2003 - Nederlandse Spellenprijs met het spel zoosim
- 2007 - nominatie Nederlandse Spellenprijs voor het spel Factory Fun
- 2007 - nominatie International Gamers Award voor het spel Factory Fun
- 2011 - op de aanbevelingslijst van Spiel des Jahres met het spel Sun, Sea & Sand
- 2011 - nominatie Nederlandse Spellenprijs voor het spel Sun, Sea & Sand